# Saarländische Klinik für Forensische Psychiatrie
Die Saarländische Klinik für Forensische Psychiatrie ist eine psychiatrische Klinik in Merzig, Saarland. Sie dient als einzige Einrichtung dieser Art im Saarland der Unterbringung psychisch kranker oder suchtkranker Straftäter im Maßregelvollzug. Bis zum Jahre 1997 war diese Aufgabe vom Landeskrankenhaus Merzig wahrgenommen worden. Der Träger, die SKFP, ist ein Landesbetrieb unter der Dienstaufsicht und Fachaufsicht des Ministeriums der Justiz. Das Haus hat sechs Stationen und etwa 124 Patienten. Es sind 194 Personen beschäftigt.